# Calendrier mondial UCI 2010
Navigation
Édition précédente Édition suivante
Le calendrier mondial UCI 2010 est la deuxième édition du système de classement lancé par l'Union cycliste internationale, en remplacement du classement ProTour. Le calendrier a débuté avec le Tour Down Under le 19 janvier et s'est terminé le 16 octobre avec le Tour de Lombardie. Il se compose de 13 courses par étapes et 13 épreuves d'un jour. Deux nouvelles épreuves font leur apparition par rapport à la saison précédente, il s'agit du Grand Prix cycliste de Québec et du Grand Prix cycliste de Montréal, deux classiques qui se disputeront au Canada. À noter que ni le Tour d'Allemagne, ni le Tour de Sotchi et ni Paris-Tours ne font partie de ce calendrier.
Le classement prend en compte les épreuves de l'UCI ProTour 2010 ainsi que les épreuves historiques.

## Objectifs
Il permet de désigner le meilleur coureur et la meilleure équipe de l'année.

À noter également que le classement par nations permettra de désigner les équipes qui peuvent aligner 9 coureurs aux championnats du monde 2010 (épreuve en ligne), privilège réservé aux 10 premiers du classement.

## Barème
- Catégorie 1 : Tour de France
- Catégorie 2 : Tour d'Italie - Tour d'Espagne
- Catégorie 3 : Les monuments du cyclisme - Autres courses par étapes[1]
- Catégorie 4 : Autres courses d'un jour[2]

| Pos. | Cat. 1 | Cat. 2 | Cat. 3 | Cat. 4 |
| ---- | ------ | ------ | ------ | ------ |
| 1.   | 200    | 170    | 100    | 80     |
| 2.   | 150    | 130    | 80     | 60     |
| 3.   | 120    | 100    | 70     | 50     |
| 4.   | 110    | 90     | 60     | 40     |
| 5.   | 100    | 80     | 50     | 30     |
| 6.   | 90     | 70     | 40     | 22     |
| 7.   | 80     | 60     | 30     | 14     |
| 8.   | 70     | 52     | 20     | 10     |
| 9.   | 60     | 44     | 10     | 6      |
| 10.  | 50     | 38     | 4      | 2      |
| 11.  | 40     | 32     |        |        |
| 12.  | 30     | 26     |        |        |
| 13.  | 24     | 22     |        |        |
| 14.  | 20     | 18     |        |        |
| 15.  | 16     | 14     |        |        |
| 16.  | 12     | 10     |        |        |
| 17.  | 10     | 8      |        |        |
| 18.  | 8      | 6      |        |        |
| 19.  | 6      | 4      |        |        |
| 20.  | 4      | 2      |        |        |

| Pos. | Cat. 1 | Cat. 2 | Cat. 3 |
| ---- | ------ | ------ | ------ |
| 1.   | 20     | 16     | 6      |
| 2.   | 10     | 8      | 4      |
| 3.   | 6      | 4      | 2      |
| 4.   | 4      | 2      | 1      |
| 5.   | 2      | 1      | 1      |

## Calendrier et résultats
| Date                 | Nom de l'épreuve                | Pays                 | Vainqueur                                              | Leader du Classement mondial | Leader du Classement mondial | Leader du Classement mondial |  |            |             |          |
| -------------------- | ------------------------------- | -------------------- | ------------------------------------------------------ | ---------------------------- | ---------------------------- | ---------------------------- |  | ---------- | ----------- | -------- |
| Date                 | Nom de l'épreuve                | Pays                 | Vainqueur                                              |                              |                              |                              |  | Individuel | Par équipes | Par pays |
| 19-24 janvier        | Tour Down Under                 | Australie            | André Greipel (HTC-Columbia)                           | André Greipel                | HTC-Columbia                 | Australie                    |  |            |             |          |
| 7-14 mars            | Paris-Nice                      | France               | Alberto Contador (Astana)                              | Luis León Sánchez            | Caisse d'Épargne             | Espagne                      |  |            |             |          |
| 10-16 mars           | Tirreno-Adriatico               | Italie               | Stefano Garzelli (Acqua & Sapone-D'Angelo & Antenucci) | Luis León Sánchez            | Astana                       | Espagne                      |  |            |             |          |
| 20 mars              | Milan-San Remo                  | Italie               | Óscar Freire (Rabobank)                                | Luis León Sánchez            | Astana                       | Espagne                      |  |            |             |          |
| 22-28 mars           | Tour de Catalogne               | Espagne              | Joaquim Rodríguez (Katusha)                            | Luis León Sánchez            | Katusha                      | Espagne                      |  |            |             |          |
| 28 mars              | Gand-Wevelgem                   | Belgique             | Bernhard Eisel (HTC-Columbia)                          | Luis León Sánchez            | Katusha                      | Espagne                      |  |            |             |          |
| 4 avril              | Tour des Flandres               | Belgique             | Fabian Cancellara (Saxo Bank)                          | Luis León Sánchez            | Katusha                      | Espagne                      |  |            |             |          |
| 5-10 avril           | Tour du Pays basque             | Espagne              | Christopher Horner (RadioShack)                        | Luis León Sánchez            | Katusha                      | Espagne                      |  |            |             |          |
| 11 avril             | Paris-Roubaix                   | France               | Fabian Cancellara (Saxo Bank)                          | Luis León Sánchez            | Katusha                      | Espagne                      |  |            |             |          |
| 18 avril             | Amstel Gold Race                | Pays-Bas             | Philippe Gilbert (Omega Pharma-Lotto)                  | Luis León Sánchez            | Katusha                      | Espagne                      |  |            |             |          |
| 21 avril             | Flèche wallonne                 | Belgique             | Cadel Evans (BMC Racing)                               | Joaquim Rodríguez            | Katusha                      | Espagne                      |  |            |             |          |
| 25 avril             | Liège-Bastogne-Liège            | Belgique             | Alexandre Vinokourov (Astana)                          | Philippe Gilbert             | Katusha                      | Espagne                      |  |            |             |          |
| 27 avril-2 mai       | Tour de Romandie                | Suisse               | Simon Špilak (Lampre-Farnese Vini)                     | Philippe Gilbert             | Katusha                      | Espagne                      |  |            |             |          |
| 8-30 mai             | Tour d'Italie                   | Italie               | Ivan Basso (Liquigas-Doimo)                            | Cadel Evans                  | Katusha                      | Espagne                      |  |            |             |          |
| 6-13 juin            | Critérium du Dauphiné           | France               | Janez Brajkovič (RadioShack)                           | Cadel Evans                  | Astana                       | Espagne                      |  |            |             |          |
| 12-20 juin           | Tour de Suisse                  | Suisse               | Fränk Schleck (Saxo Bank)                              | Cadel Evans                  | Astana                       | Espagne                      |  |            |             |          |
| 3-25 juillet         | Tour de France                  | France               | Andy Schleck (Saxo Bank)                               | Joaquim Rodríguez            | Saxo Bank                    | Espagne                      |  |            |             |          |
| 31 juillet           | Classique de Saint-Sébastien    | Espagne              | Luis León Sánchez (Caisse d'Épargne)                   | Joaquim Rodríguez            | Saxo Bank                    | Espagne                      |  |            |             |          |
| 1er-7 août           | Tour de Pologne                 | Pologne              | Daniel Martin (Garmin-Transitions)                     | Joaquim Rodríguez            | Saxo Bank                    | Espagne                      |  |            |             |          |
| 15 août              | Vattenfall Cyclassics           | Allemagne            | Tyler Farrar (Garmin-Transitions)                      | Joaquim Rodríguez            | Saxo Bank                    | Espagne                      |  |            |             |          |
| 22 août              | GP Ouest-France de Plouay       | France               | Matthew Goss (HTC-Columbia)                            | Joaquim Rodríguez            | Saxo Bank                    | Espagne                      |  |            |             |          |
| 17-24 août           | Eneco Tour                      | Belgique et Pays-Bas | Tony Martin (HTC-Columbia)                             | Joaquim Rodríguez            | Saxo Bank                    | Espagne                      |  |            |             |          |
| 10 septembre         | Grand Prix cycliste de Québec   | Canada               | Thomas Voeckler (BBox Bouygues Telecom)                | Joaquim Rodríguez            | Saxo Bank                    | Espagne                      |  |            |             |          |
| 12 septembre         | Grand Prix cycliste de Montréal | Canada               | Robert Gesink (Rabobank)                               | Joaquim Rodríguez            | Rabobank                     | Espagne                      |  |            |             |          |
| 28 août-19 septembre | Tour d'Espagne                  | Espagne              | Vincenzo Nibali (Liquigas-Doimo)                       | Joaquim Rodríguez            | Saxo Bank                    | Espagne                      |  |            |             |          |
| 16 octobre           | Tour de Lombardie               | Italie               | Philippe Gilbert (Omega Pharma-Lotto)                  | Joaquim Rodríguez            | Saxo Bank                    | Espagne                      |  |            |             |          |

En italique, les courses qui ne font pas partie du ProTour.

## Classements
Le 31 mai, l'UCI annule tous les résultats obtenus par le leader du classement Alejandro Valverde et lui retire tous ses points en raison d'une suspension pour son implication dans l'Affaire Puerto. Ses points sont également enlevés à son équipe la Caisse d'Épargne et à son pays. Les points de Valverde obtenus lors des classements finals sont réaffectés, alors que ses points acquis dans les différentes étapes des courses par étapes sont supprimés.
En février 2012, en application d'une décision du tribunal arbitral du sport, l'UCI annule les résultats d'Alberto Contador sur le Tour de France 2010. Ces points sont également enlevés à son équipe, Astana, et à l'Espagne. Ces points sont réaffectés.

### Individuel
| Rang | Nom                  | Pays       | Équipe                                          | Points |
| ---- | -------------------- | ---------- | ----------------------------------------------- | ------ |
| 1    | Joaquim Rodríguez    | Espagne    | Katusha                                         | 561    |
| 2    | Philippe Gilbert     | Belgique   | Omega Pharma-Lotto                              | 437    |
| 3    | Luis León Sánchez    | Espagne    | Caisse d'Épargne                                | 413    |
| 4    | Cadel Evans          | Australie  | BMC Racing                                      | 390    |
| 5    | Vincenzo Nibali      | Italie     | Liquigas-Doimo                                  | 390    |
| 6    | Robert Gesink        | Pays-Bas   | Rabobank                                        | 379    |
| 7    | Ryder Hesjedal       | Canada     | Garmin-Transitions                              | 317    |
| 8    | Samuel Sánchez       | Espagne    | Euskaltel-Euskadi                               | 311    |
| 9    | Andy Schleck         | Luxembourg | Saxo Bank                                       | 308    |
| 10   | Tyler Farrar         | États-Unis | Garmin-Transitions                              | 306    |
| 11   | Alexandre Vinokourov | Kazakhstan | Astana                                          | 287    |
| 12   | Michele Scarponi     | Italie     | Androni Giocattoli-Serramenti PVC Diquigiovanni | 283    |
| 13   | Alberto Contador     | Espagne    | Astana                                          | 260    |
| 14   | Fabian Cancellara    | Suisse     | Saxo Bank                                       | 254    |
| 15   | Denis Menchov        | Russie     | Rabobank                                        | 251    |
| 16   | Fränk Schleck        | Luxembourg | Saxo Bank                                       | 230    |
| 17   | Edvald Boasson Hagen | Norvège    | Sky                                             | 228    |
| 18   | Christopher Horner   | États-Unis | RadioShack                                      | 226    |
| 19   | Tom Boonen           | Belgique   | Quick Step                                      | 216    |
| 20   | André Greipel        | Allemagne  | HTC-Columbia                                    | 211    |

- 278 coureurs ont marqué au moins un point

### Par équipes
Ce classement est obtenu en additionnant les points des 5 premiers du classement individuel de chaque équipe.
| Rang | Équipe                                          | Points | 5 meilleurs coureurs                                                                |
| ---- | ----------------------------------------------- | ------ | ----------------------------------------------------------------------------------- |
| 1    | Saxo Bank                                       | 1055   | A. Schleck (308), Cancellara (254), F. Schleck (230), Porte (133), Fuglsang (130)   |
| 2    | Liquigas-Doimo                                  | 1006   | Nibali (390), Basso (206), Kreuziger (206), Sagan (111), Bennati (93)               |
| 3    | Rabobank                                        | 946    | Gesink (379), Menchov (251), Freire (125), Mollema (104), Moerenhout (87)           |
| 4    | Katusha                                         | 910    | Rodríguez (561), McEwen (105), Karpets (102), Kolobnev (82), Pozzato (60)           |
| 5    | HTC-Columbia                                    | 855    | Greipel (211), Cavendish (198), Martin (179), Pinotti (140), Velits (127)           |
| 6    | Garmin-Transitions                              | 849    | Hesjedal (317), Farrar (306), Martin (106), Danielson (64), Tuft (56)               |
| 7    | Omega Pharma-Lotto                              | 784    | Gilbert (437), Van den Broeck (179), Péraud (80), Roelandts (58), Scheirlinckx (30) |
| 8    | Astana                                          | 768    | Vinokourov (287), Contador (260), Iglinskiy (117), Gasparotto (56), Davis (48)      |
| 9    | Caisse d'Épargne                                | 721    | Sánchez (413), Arroyo (132), Lastras (74), Plaza (56), Rojas (46)                   |
| 10   | BMC Racing                                      | 661    | Evans (390), Ballan (86), Hincapie (80), Morabito (61), Santambrogio (44)           |
| 11   | RadioShack                                      | 635    | Horner (226), Brajkovič (174), Armstrong (85), Zubeldia (80), Klöden (70)           |
| 12   | Cervélo Test                                    | 618    | Hushovd (173), Tondo (171), Sastre (164), Hammond (90), Wyss (20)                   |
| 13   | Euskaltel-Euskadi                               | 605    | Sánchez (311), Antón (132), Intxausti (82), Nieve (72), Fernández (8)               |
| 14   | Lampre-Farnese Vini                             | 535    | Petacchi (182), Špilak (108), Bole (107), Cunego (106), Gavazzi (32)                |
| 15   | Sky                                             | 435    | Boasson Hagen (228), Henderson (103), Flecha (71), Wiggins (18), Thomas (15)        |
| 16   | Quick Step                                      | 325    | Boonen (216), Chavanel (40), Barredo (26), Weylandt (23), Pineau (20)               |
| 17   | Androni Giocattoli-Serramenti PVC Diquigiovanni | 323    | Scarponi (283), Ginanni (30), Bertogliati (8), Bertagnolli (2)                      |
| 18   | AG2R La Mondiale                                | 267    | Roche (152), Riblon (51), Gadret (36), Hinault (18), Bouet (10)                     |
| 19   | BBox Bouygues Telecom                           | 231    | Voeckler (121), Vogondy (46), Rolland (24), Tschopp (20), Fédrigo (20)              |
| 20   | Cofidis                                         | 227    | Taaramäe (111), Duque (54), Moncoutié (38), Monier (16), Dumoulin (8)               |

- 32 équipes sont classées.

### Par pays
On additionne les points des 5 premiers du classement individuel de chaque pays. Les 10 premiers pays au 15 août peuvent aligner 9 coureurs lors des championnats du monde 2010.
| Rang | Pays | Points | 5 meilleurs coureurs                                                                |
| ---- | ---- | ------ | ----------------------------------------------------------------------------------- |
| 1    | ESP  | 1716   | Rodríguez (561), L. L. Sánchez (413), S. Sánchez (311), Contador (260), Tondo (171) |
| 2    | ITA  | 1201   | Nibali (390), Scarponi (283), Basso (206), Petacchi (182), Pinotti (140)            |
| 3    | BEL  | 992    | Gilbert (437), Boonen (216), Van den Broeck (179), Leukemans (100), Vanmarcke (60)  |
| 4    | AUS  | 850    | Evans (390), Porte (133), Rogers (113), Goss (109), McEwen (105)                    |
| 5    | USA  | 773    | Farrar (306), Horner (226), Armstrong (85), Hincapie (80), van Garderen (76)        |
| 6    | NED  | 653    | Gesink (379), Mollema (104), Moerenhout (87), Boom (48), Tjallingii (35)            |
| 7    | GER  | 551    | Greipel (211), Martin (179), Klöden (70), Voigt (62), Hondo (29)                    |
| 8    | LUX  | 538    | A. Schleck (308), F. Schleck (230)                                                  |
| 9    | RUS  | 483    | Menchov (251), Karpets (102), Kolobnev (82), Vorganov (30), Petrov (18)             |
| 10   | NOR  | 441    | Boasson Hagen (228), Hushovd (173), Kristoff (40)                                   |
| 11   | SUI  | 422    | Cancellara (254), Albasini (67), Morabito (61), Tschopp (20), Wyss (20)             |
| 12   | KAZ  | 410    | Vinokourov (287), Iglinskiy (117), Kashechkin (6)                                   |
| 13   | SLO  | 390    | Brajkovič (174), Špilak (108), Bole (107), Božič (1)                                |
| 14   | FRA  | 386    | Voeckler (121), Péraud (80), Casar (73), Coppel (61), Riblon (51)                   |
| 15   | CAN  | 373    | Hesjedal (317), Tuft (56)                                                           |
| 16   | GBR  | 331    | Cavendish (198), Hammond (90), Wiggins (18), Thomas (15), Millar (10)               |
| 17   | IRL  | 258    | Roche (152), Martin (106)                                                           |
| 18   | SVK  | 242    | P Velits (127), Sagan (111), M Velits (4)                                           |
| 19   | CZE  | 206    | Kreuziger (206)                                                                     |
| 20   | DEN  | 165    | Fuglsang (130), Breschel (16), Sørensen (16), Rasmussen (3)                         |

- 34 pays sont classés.

## Victoires sur le Calendrier mondial
|    | Coureur             | Vict. |
| 1. | Mark Cavendish      | 10    |
| 2. | André Greipel       | 9     |
| 3. | Fabian Cancellara   | 5     |
|    | Tyler Farrar        | 5     |
| 5. | Alberto Contador    | 4     |
|    | Philippe Gilbert    | 4     |
|    | Alessandro Petacchi | 4     |
|    | Joaquim Rodríguez   | 4     |
| 9. | Igor Antón          | 3     |
|    | Óscar Freire        | 3     |
|    | Tony Martin         | 3     |
|    | Peter Sagan         | 3     |
|    | Andy Schleck        | 3     |

|     | Équipe                | Vict. |
| 1.  | HTC-Columbia          | 28    |
| 2.  | Saxo Bank             | 16    |
| 3.  | Liquigas-Doimo        | 10    |
| 4.  | Lampre-Farnese Vini   | 9     |
|     | Garmin-Transitions    | 9     |
| 6.  | Astana                | 8     |
|     | Katusha               | 8     |
|     | Rabobank              | 8     |
| 9.  | Quick Step            | 7     |
| 10. | BBox Bouygues Telecom | 6     |
|     | Sky                   | 6     |

| Pos. | Pays        | Vict. |
| 1.   | Espagne     | 25    |
| 2.   | Italie      | 21    |
| 3.   | Allemagne   | 18    |
| 4.   | France      | 14    |
| 5.   | Royaume-Uni | 11    |
| 6.   | Australie   | 9     |
| 7.   | États-Unis  | 7     |
| 8.   | Suisse      | 6     |
|      | Belgique    | 6     |
| 10.  | Slovénie    | 5     |
|      | Pays-Bas    | 5     |
|      | Luxembourg  | 5     |